# ムニル・モハンド・モハメディ
ムニル・モハンド・モハメディ（Munir Mohand Mohamedi、1989年5月10日 - ）は、スペイン・メリリャ出身のサッカー選手。モロッコ代表。アル・ワフダ・メッカ所属。ポジションは、ゴールキーパー。

## 経歴

### クラブ
2014年6月17日、セグンダ・ディビシオンに所属していたCDヌマンシアと2年契約を結んだ。9月11日のコパ・デル・レイ・CDレガネス戦で移籍後初出場。
2018年7月19日、マラガCFに移籍した。
2020年、ハタイスポルに移籍した。
2022年6月10日、アル・ワフダ・メッカに2年契約で移籍した。

### 代表
ムニル自身はスペインで生まれ育ったが、代表はルーツのモロッコを選択した。2015年3月、ウルグアイとの親善試合でスタメン出場し初キャップ。試合には0-1で敗れた。
2018 FIFAワールドカップのメンバーに選出された。レギュラーとしてグループステージ全3試合に先発出場したが、チームは予選敗退となった。
2022年11月10日、2022 FIFAワールドカップに向けたメンバーの1人に選出された。
11月27日、グループステージ第2節ベルギー代表との試合で、モロッコ代表の正GKだったヤシン・ブヌが試合開始前の国歌斉唱中に体調不良となり急遽欠場。キックオフ直前にスタメン出場することが決まったが、FIFAランキング2位のベルギー相手に2-0の大金星を挙げた。

## 代表歴

### 出場大会
- モロッコ代表
  - 2018 FIFAワールドカップ
  - 2022 FIFAワールドカップ

### 試合数
- 国際Aマッチ 46試合 0得点（2015年-）[11]

| モロッコ代表 | 国際Aマッチ | 国際Aマッチ |
| 年           | 出場        | 得点        |
| ------------ | ----------- | ----------- |
| 2015         | 6           | 0           |
| 2016         | 6           | 0           |
| 2017         | 12          | 0           |
| 2018         | 9           | 0           |
| 2019         | 5           | 0           |
| 2020         | 1           | 0           |
| 2021         | 2           | 0           |
| 2022         | 3           | 0           |
| 2023         | 2           | 0           |
| 2024         |             |             |
| 通算         | 46          | 0           |

## タイトル

### 代表
U-23モロッコ代表
- パリオリンピック銅メダル: 2024

### 個人
- サモラ賞（2部） : 2019-20

### 勲章
- モロッコ国家勲章（英語版） : 2022[12]